# Березняки (Смелянский район)
Березняки́ (укр. Березняки) — село в Черкасском районе Черкасской области Украины.
Почтовый индекс — 20746. Телефонный код — 4733.

## Население
Население по переписи 2001 года составляло 2505 человек.

### Языковой состав
Родной язык населения по данным переписи 2001 года:
| Язык       | Численность, чел. | Доля     |
| ---------- | ----------------- | -------- |
| Украинский | 2 435             | 97,21 %  |
| Русский    | 53                | 2,12 %   |
| Другое     | 17                | 0,67 %   |
| Итого      | 2 505             | 100,00 % |

## Местный совет
20746, Черкасская область, Смелянский район, село Березняки, улица Химичев, 1а